# Душешть (Нямц)
Душешть, Душешті (рум. Dușești) — село у повіті Нямц в Румунії. Входить до складу комуни Штефан-чел-Маре.
Село розташоване на відстані 288 км на північ від Бухареста, 15 км на північний схід від П'ятра-Нямца, 82 км на захід від Ясс.

## Населення
За даними перепису населення 2002 року у селі проживала 161 особа, усі — румуни. Усі жителі села рідною мовою назвали румунську.